# Euplectes macroura
Euplectes macroura là một loài chim trong họ Ploceidae.